# Chrono Crusade
Chrono Crusade (яп. クロノ クルセイド, укр. Хрестовий похід Хроно) — манґа авторства Дайске Моріями про пригоди Розетти Крістофер та демона Хроно. В Японії (та деяких інших країнах) назва манґи латинськими літерами виглядає як Chrno Crusade, однак при перекладі на англійську з катакани додається літера o. Перший розділ манґи вийшов 1 грудня 1999 року, а останній 10 червня 2004. Манґа виходила в японських журналах Comic Dragon та Dragon Age і видавалася видавництвом «Kadokawa Shoten». Всього вийшло 8 томів, і манґа офіційно вважається закінченою.
Манґу була адаптована студією GONZO Digimation. Всього вийшло 24 серій по 24 хвилини. Аніме було знято режисером Ко Ю і виходило з 25 листопада 2003 по 10 червня 2004 року. Аніме дебютувало на японському каналі Fuji Television.

## Сюжет
Час дії — 1928 рік; місце — Нью-Йорк, США. Економічне процвітання після Першої Світової війни, поєднується з проявом темних демонічних сил. Орден Святої Маґдалени — організація, яка намагається знищити зло у всіх його проявах. Два екзорциста ордену — Розетта Крістофер та Хроно. Разом вони знищують демонів у світі людей і розшукують зниклого брата Розетти — Джошуа. Коли Розетта та Джошуа були ще дітьми, вони випадково потрапили в гробницю Марії Магдалени, де знаходився Хроно. Під час серіалу глядач дізнається про минуле Хроно, наміри і дії грішників — демонів, очолювані найсильнішим демоном Айоном, які мріють поміняти місцями Небеса і Землю.
Аніме слідує сюжету манґи приблизно до середини, потім розгортаються вже інші події, які приводять до іншого кінця. Сюжет «Хрестового походу Хроно» заснований на складних стосунках між героями і їх минулому.
Хоча в аніме використовується термінологія католицької церкви, в ньому має місце достатньо вільне поводження як з даними про внутрішнє життя католицького монастиря, так і з інформацією про богословські переконання католицької церкви. В серіалі істині відповідає лише офіційно визнаний католицькою церквою факт явища Діви Марії трьом дітям в 1917 році в португальському місті Фатіма. Все останнє є плодом фантазії творців серіалу.

## Персонажі

Розетта Крістофер

Сателла Харвенхайт

Розетта Крістофер (яп. ロゼット・クリストファ) — 16 річна дівчина, яка шукає свого молодшого брата Джошуа. У дитинстві, коли їй було 12 років, вона уклала контракт з демоном на ім'я Хроно. Предметом їх договору став годинник, який стримує силу Хроно. Коли з нього знята печатка, Хроно знову може використовувати свою силу, але при цьому він забирає життєву енергію Розетти, тим самим укорочуючи їй життя. Через те, що її життя дуже коротке, вона прагне якнайскоріше знайти свого брата. Дуже сильна характером, вона ніколи не здається. І навіть в найскрутніші хвилини зберігає надію. Непомітно для себе вона полюбила Хроно, він теж любить її. В аніме вона свята, яку демони називають Марією Магдаленою. У неї з'являються стигмати, які указують на те, що вона обрана небесами. Стигмати захищають її від демонів і одночасно є джерелом її дару зцілення. Вона виявляється потрібна демону Айону, оскільки є ключем до його свободи. Він спокусив її і вона стала його слухняною маріонеткою. Вона не пам'ятає нікого із знайомих їй людей, навіть Хроно. Але коли Розетта хотіла вбити Хроно, у неї з'явився на тілі останній стигмат, який зняв прокляття. Вона вирішила віддати всю свою життєву силу Хроно, щоб він вбив Айона. Хроно вбив Айона (на певний час). Потім Розетта та Хроно вирушили до усамітненого сільського будиночка, де на заході сонця, разом померли. (Хроно більше не хотів втрачати коханих йому людей і тому вирішив померти з Розеттою).

Хроно

Сейю: Томоко Кавакамі
Хроно (яп. クロノ) — могутній демон. Коли Розетта була ще дитиною, вони з Хроно уклали договір: Хроно повинен знаходитися у вигляді 12-річного хлопчика і не використовувати ніяких здібностей, яких у нього і так майже не залишилося, через втрату своїх рогів (роги у демонів служать засобом отримання енергії з життєвого потоку). Символ їх договору — це годинник, що відмірює хвилини до кінця життя Розетти. Коли Розетта знімає печатку з годинника, Хроно отримує свою силу та повертається в свою дійсну зовнішність. Час життя Розетти скорочується пропорційно часу, який Хроно знаходиться в зовнішності демона.
Він не любить користуватися можливістю повернутися в зовнішність демона, оскільки не хоче витрачати час життя Розетти — близької і дорогої йому людини.
Колись давно він був союзником демона Айона, але потім зустрів Марію, яка змінила його уявлення про навколишній світ, і він пішов від Айрона, а Марія віддала своє життя за те, щоб жив Хроно. Після багато років, він зустрічає Розетту і б'ється разом з нею стороні Маґдаленського ордена.

Азмарія Хендрік

Сейю: Ісіда Акіра
Азмарія Хендрік (яп. アズマリア・ヘンドリック) — 12-річна дівчинка з Фатіми, Португалія. Народилася 12 березня 1914 року. Вона одна з 12 апостолів — апостол милосердя. Дуже боязка, ввічлива і тиха, але хоче довести Розетті, що вона може бути сміливою і допомагати іншим. Володіє приголомшливими вокальними даними, її голос чарівним чином впливає на оточуючих, він додає їм сили і може навіть лікувати. Вперше зустрічається з Хроно і Розеттою в казино Рікардо, де живе і працює. Розетта звільняє Азмарію і бере з собою в орден.
Сейю: Тіба Саеко
Сателла Харвенхайт (яп. サテラ・ハーベンハイト) — відьма, яка працює як незалежний мисливець на демонів. Її сила знаходиться в магічних каменях. Вона народилася в Німеччині і переїхала до США після смерті батьків. Дуже багата і здається зарозумілою, але насправді дуже самотня. Шукає свою старшу сестру Флоретту, єдиною, хто вижив з її сім'ї. Її компаньйон — старий дворецький Штайнер.
Сейю: Нея Мітко

## Аніме

### Список серій
| Номер | Японська назва   | Українська назва | Дата трансляції |
| ----- | ---------------- | ---------------- | --------------- |
| 01    | シスターロゼット | Сестра Розетта   | 25.11.2003      |
| 02    | 契約者           | Контракт         | 02.12.2003      |
| 03    | 御使い           | Слуги            | 09.12.2003      |
| 04    | 罪人             | Грішник          | 16.12.2003      |
| 05    | 修道騎士         | Воїни ордену     | 23.12.2003      |
| 06    | 宝石の魔女       | Відьма Каменю    | 06.01.2004      |
| 07    | 悪魔             | Демон            | 13.01.2004      |
| 08    | 傀儡             | Маріонетки       | 20.01.2004      |
| 09    | ヨシュア         | Джошуа           | 27.01.2004      |
| 10    | 尖角             | Ріг              | 09.02.2004      |
| 11    | けだもの         | Тварюка          | 09.02.2004      |
| 12    | 聖夜             | Свята Ніч        | 16.02.2004      |
| 13    | 姉               | Старша Сестра    | 23.02.2004      |
| 14    | 祈り             | Молитва          | 01.03.2004      |
| 15    | 追手             | Переслідувач     | 08.03.2004      |
| 16    | 信仰者           | Віруючий         | 15.03.2004      |
| 17    | 共犯者たち       | Спільники        | 22.03.2004      |
| 18    | 四人             | Четверо          | 29.03.2004      |
| 19    | 首               | Голова           | 14.04.2004      |
| 20    | 毒               | Отрута           | 22.04.2004      |
| 21    | マグダレーナ     | Марія Магдалена  | 29.04.2004      |
| 22    | さよなら         | Прощавай         | 20.05.2004      |
| 23    | ノイズ           | Шум              | 03.06.2004      |
| 24    | クロノ           | Хроно            | 10.06.2004      |

### Музика
Відкриваюча пісня:
- «Our Wings Are a Pleasure Line» (яп. 翼はPleasure Line): Слова: Акі Хата: Композитор: Норіяма Аґемацу

Закриваюча пісня:
- «Farewell Solitaire» (яп. さよならソリティア): Слова та музика: Юкі Каджіура

#### Chrono Crusade Original Soundtrack Gospel I
Chrono Crusade Original Soundtrack Gospel I — перший з OST'ів до аніме «Хрестовий похід Хроно».
Два останні треки — відкриваюча і закриваюча теми аніме, виконані Мінамі Курібаясі та Саеко Тіба, відповідно.
На картинці зображені головні герої аніме — Розетта Крістофер та Хроно.
Список треків:
| Трек | Назва                                         | Тривалість |
| ---- | --------------------------------------------- | ---------- |
| 01   | Prologue                                      | 1:35       |
| 02   | Monster's Arrival                             | 1:39       |
| 03   | Exorcist's Theme / Exorcist no Theme          | 2:09       |
| 04   | Premonition ~ Confrontation                   | 2:18       |
| 05   | Saintly Prayer                                | 2:05       |
| 06   | Hymn                                          | 0:25       |
| 07   | Azumaria's Superb Poem                        | 1:10       |
| 08   | Chrno's Invocation ~ Soaring                  | 2:01       |
| 09   | The Battle Between the Light and the Darkness | 2:06       |
| 10   | Militia Mobilization                          | 1:39       |
| 11   | Contract                                      | 2:04       |
| 12   | Meeting                                       | 1:53       |
| 13   | The Passing Heart                             | 2:06       |
| 14   | Bonds                                         | 1:59       |
| 15   | Azumaria's Solitude                           | 2:00       |
| 16   | Tranquility and Hope                          | 2:00       |
| 17   | Charming Azumaria                             | 1:24       |
| 18   | The Stupid and Clumsy Rosette                 | 1:46       |
| 19   | High Tension Rosette                          | 2:00       |
| 20   | Big Action Rosette                            | 1:56       |
| 21   | The Dreaming Boy ~ Joshua                     | 1:36       |
| 22   | Chrno's Kindness                              | 1:52       |
| 23   | A Cool-headed Smile                           | 1:46       |
| 24   | Tragic Memory                                 | 1:51       |
| 25   | Astral Line                                   | 1:03       |
| 26   | Tsubasa wa Pleasure Line (TV size)            | 1:34       |
| 27   | Sayonara Solitaire (TV size)                  | 1:33       |

#### Chrono Crusade Original Soundtrack Gospel II
Chrono Crusade Original Soundtrack Gospel I — другий OST до аніме Хрестовий похід Хроно.
На картинці зображені головні герої аніме — Розетта Крістофер та Азмарія Хендрік.
Список треків:
| Трек | Назва                | Тривалість |
| ---- | -------------------- | ---------- |
| 1    | Makai                | 2:07       |
| 2    | Inbō                 | 1:50       |
| 3    | Aion no Yabou        | 1:39       |
| 4    | Militia no Katsuyaku | 1:28       |
| 5    | Kuroi Shougekiha     | 2:45       |
| 6    | Hakai no Ato         | 1:53       |
| 7    | Zetsubō no Rosette   | 2:05       |
| 8    | Rosette no Kunou     | 1:39       |
| 9    | Seijo Magdalena      | 2:00       |
| 10   | Magdelena no Yogen   | 2:14       |
| 11   | Azmaria no Uta       | 2:38       |
| 12   | Chrno no Kanashimi   | 2:02       |
| 13   | Kyouki Hatsudou      | 1:48       |
| 14   | Make no Chikara      | 1:55       |
| 15   | Jaaku Narumono       | 1:42       |
| 16   | Monster no Kyouki    | 1:57       |
| 17   | Shinobi Yoru Kage    | 1:55       |
| 18   | Shōjo Magdalena      | 1:56       |
| 19   | Dance Stage          | 2:43       |
| 20   | Satela no Kako       | 1:48       |
| 21   | Namegata Fumei       | 1:52       |
| 22   | Seiken he no Kibou   | 2:04       |
| 23   | Saigo no Hibi        | 2:42       |
| 24   | Kudai Sesō           | 1:48       |

## Роман
Роман за серіалом «Chrono Crusade» вийшов 20 квітня 2004 року під назвою «Крила, вони — світло духу» (яп. 翼よ、あれが魂の灯だ). Автор — Хіросі Томінаґа, ілюстрації — Хіросі Міядзава.